# Райскума
Ра́йскума (устар. Райскум; латыш. Raiskuma ezers; Ра́йскумс, латыш. Raiskums) — эвтрофное озеро в Райскумской волости Паргауйского края Латвии. Относится к бассейну Гауи.
Располагается на высоте 54,3 м над уровнем моря в восточной части Идумейской возвышенности на территории Гауйского национального парка. Площадь водной поверхности — 78,5 га. Наибольшая глубина — 10,6 м, средняя — 5 м. Дно песчаное. Площадь водосборного бассейна — 17,8 км².